# Софі Ханссон
Софі Ханссон (2 серпня 1998) — шведська плавчиня.
Учасниця Олімпійських Ігор 2016 року.
Чемпіонка Європи з водних видів спорту 2020 року.
Чемпіонка Європи з плавання на короткій воді 2017 року.